# 山本省三
山本 省三（やまもと しょうぞう、1952年3月6日 - ）は、日本の絵本作家・児童文学作家。神奈川県横須賀市生まれ。神奈川県立横須賀高等学校、横浜国立大学教育学部（児童心理学専攻）卒業。医薬品メーカーのコピーライターを経て、高橋宏幸が講師を担当する絵本作家の夜間講座を受講。本職がコピーライターなら文章も書けるのではないかと提案され、文と挿絵の両方を手がけるようになる。科学絵本を得意とし、2009年「動物ふしぎ発見」シリーズで日本児童文芸家協会賞特別賞を受賞。幼児向けのパズルやクイズも創作する。日本児童文芸家協会理事長。

## 著書
- 『ロイおじさんのちょっとかわったレストラン』鈴木博子絵 コーキ出版　1981
- 『おかのうえのふしぎなき』作・絵　教育画劇　1988　スピカのおはなしえほん
- 『きらきらもくもくうんどうかい 運動会の日に読む絵本』世界文化社　1988
- 『ぼくんちひっこし』鈴木まもる絵　金の星社　1988
- 『あわかいじゅうぶくぶく』鈴木博子絵　佼成出版社　1989
- 『おしっこしゃー』冬野いちこ絵　講談社、1990 えくぼおうじあかちゃんえほん
- 『げんきにおはよう』講談社　1990 えくぼおうじあかちゃんえほん
- 『ふしぎなはなごろも』狩野富貴子絵　佼成出版社　1990
- 『もぐもぐごっくん』講談社　1990 えくぼおうじあかちゃんえほん
- 『えくぼおうじ』全12巻 講談社　1991-92
- 『わにのニータはねむりたかった』教育画劇　1991　スピカ・どうわのおくりもの
- 『たかいよは～い!』冬野いちこ絵　講談社　1993　えくぼしかけえほん えくぼちゃんとあそぼう
- 『でーきたできた』ひかりのくに　1993　おやくそくえほん
- 『でんぐりで～ん!』講談社　1993　えくぼしかけえほん えくぼちゃんとあそぼう
- 『はねっこぴょ～ん!』講談社　1993　えくぼしかけえほん えくぼちゃんとあそぼう
- 『ぽつぽつくん』PHP研究所　1993
- 『おばけのおひっこし』菅谷暁美絵　PHP研究所　1995
- 『おばけのレストラン』菅谷暁美絵　PHP研究所　1996
- 『カレーせんにんをさがせ ペッパーとゆかいななかまたち』マスカワサエコ絵　PHP研究所　1995
- 『ハンバーガーでおおさわぎ ペッパーとゆかいななかまたち』マスカワサエコ絵　PHP研究所　1998
- 『おかしなおかしなライオンのオーレ』塩田守男絵　金の星社　1996
- 『かいぞくえんへようこそ』学習研究社　1997
- 『とんでいったコックぼう』Boosuka 絵　学習研究社　1998
- 『いたずらキーくん』学習研究社　1999
- 『いただきまーす』1-3　冬野いちこ絵　講談社　1999　えくぼおうじのパタパタえほん
- 『えんえんだれかな?』講談社　1999　えくぼおうじのパタパタえほん
- 『かえたらなあに』学習研究社　1999　なぞなぞあいうえお
- 『しりとりごっこ』講談社　1999　えくぼおうじのパタパタえほん
- 『たべものなあに』学習研究社　1999　なぞなぞあいうえお
- 『でもでもなあに』学習研究社　1999　なぞなぞあいうえお
- 『どうぶつなあに』学習研究社　1999　なぞなぞあいうえお
- 『ねえ,なにしてるの?』講談社　1999　えくぼおうじのパタパタえほん
- 『はるをよんだくじらどん』三本桂子絵　学習研究社　1999
- 『もぐもぐ,なにたべてるの?』講談社　1999　えくぼおうじのパタパタえほん
- 『げんきがでるよかしわもち こどもの日』教育画劇　2000 行事たべものの由来紙芝居
- 『するするおかあさん』教育画劇　2000
- 『ちょっとふしぎなおかしやさん』荒川静恵絵　学習研究社　2000
- 『にんじんにんじゃにんざえもん』楢原美加子絵　教育画劇　2000　たべものしかけえほん
- 『いちごのハンカチ』いもとようこ絵　学習研究社　2001
- 『おねぼうさんにひ～らひら』Reimi 絵　学習研究社　2001
- 『コロコロクリリンのめいろ たのしいいちにち』サンリオ　2001
- 『ぶーらんぶーらんたのしいね』笹沼香画　教育画劇　2001
- 『ぼくはだれのおならなの?』教育画劇　2001 すごいぞ!からだのふしぎ
- 『こぐまのピエロ・ミーニャ』Reimi 絵　学習研究社　2002
- 『マリービスケットかずのえほん』奥野涼子絵　講談社　2002
- 『みいたんのハンカチ』いもとようこ絵　学習研究社　2002　たのしいしかけえほん
- 『山本省三のびっくりパネルシアター すぐ使える絵人形と絵カードつき』小学館　2002
- 『かわいいどうぶつおやすみなさい』わらべきみか絵　講談社　2003
- 『だれのおしり?』冬野いちこ絵　講談社　2003　2さいのおはなしえほん ことばがひろがる
- 『うちゅうにんじゃとんじゃ丸』長谷川義史絵　ポプラ社

おりがみの術でまーるのまき』2004
びっくりりょうりの術でまーるのまき　2005
てじなみやぶーるの術でまーるのまき』ポプラ社　2006
- 『なかよしいっしょ』講談社　2004　2さいのおはなしえほん ことばがひろがる
- 『なんじゃもんじゃのいのち』高見八重子絵　金の星社　2005
- 『にわとりのおっぱい』講談社　2005
- 『おしゃれプリンセスミューナ』おおたうに絵　ポプラ社　2007

『リボン・マジック』2008
『なかよしスイーツ』2010
『ともだちはおひめさま!?』2011
- 『てっきょうてっちゃんでんしゃなにかな?』くもん出版　2008
- 『トンネルねるくんくるまなにかな?』くもん出版　2008
- 『えがおいっぱいの楽しいペープサートコレクション』メイト　2009　すぐに生かせる実技シリーズ
- 『はたらくくるまなにかな? しんごうごうくん』くもん出版　2009
- 『ふしぎなおとしもの イギリス』教育画劇　2009 ワッハッハ!ゆかいでおかしい世界の民話
- 『ふしぎなはちみつぼうや』学習研究社　2009
- 『おふろでぽっかぽか』講談社　2010
- 『はやおきふっくらパンやさん よみきかせお仕事えほん』はせがわかこ絵　講談社　2010
- 『しょうぼうじどうしゃウーウー はたらくくるま』くもん出版　2011
- 『たいふうがきた! 台風』教育画劇　2011 おぼえてね!あぶないときのおやくそく
- 『どうぶつげんきにじゅういさん よみきかせお仕事えほん』はせがわかこ絵　講談社　2011
- 『ヒトの親指はエライ! ふしぎ・おもしろ・科学入門』講談社　2011
- 『ビオレママきちんとてあらい!の術』ポプラ社　2011
- 『みんなのバス トマリー はたらくくるま』くもん出版　2011
- 『もり上がる!シアターあそびアイデアBOOK 行事はもちろん普段の保育でも大活躍』ナツメ社　2011
- ゆうれいたんていドロヒュー　フレーベル館　2012

『きえたアイドルのなぞ』　
『きょうふのわらいきのこ』
- 『くるくるなあに?』くもん出版　2012
- 『決定版!楽しいバスレクアイデアBOOK 事前の準備から当日まで使えるアイデアを満載』ナツメ社　2012.3.
- 『ショベルカー ザック はたらくくるま』くもん出版　2012
- 『すごいぞ!「しんかい6500」 地球の中の宇宙、深海を探る』くもん出版　2012
- 『せかいいっしゅうかるた 最新版 世界の国と国旗が楽しくわかる!』にしもとおさむ絵　世界文化社　2012
- 『バスくんとのおやくそく 乗り物の乗り降りの危険を知らせる』笹沼香絵　教育画劇　2012 年少向防犯防事故かみしばい まもろうね!あぶないときのおやくそく
- 『まもってあそぼうね 遊具の正しい遊び方を知らせる』教育画劇　2012 まもろうね!あぶないときのおやくそく
- 『みどりのこいのぼり』森川百合香絵　世界文化社　2012
- 『メリーゴーランドのちいさなうまタイニー』山本まもる絵　幻冬舎メディアコンサルティング　2013

## 共著
- 『みなみのしまのクリスマス 表現1』栗岩英雄監修 あらいみなこ共作・絵　ぎょうせい　1999
- 『手づくり絵本にチャレンジ!』千金美穂共著　フレーベル館　2000
- 「動物ふしぎ発見」喜多村武絵 遠藤秀紀監修　くもん出版

パンダの手には、かくされたひみつがあった!　2007
すごい目玉をもったアザラシがいる!　2008　
ゾウの長い鼻には、おどろきのわけがある!』2008　
アリクイの口のなぞが、ついにとけた!　2009　
ペンギンの体に、飛ぶしくみを見つけた!　2009　
- 「へんしんライブラリー」国松俊英共編　くもん出版

世界一しあわせな鼻くそ　2008
ヒーローはだれだ　2008
ブタのたたり　2008
魔女の話し相手 2008
真夜中のホラー大会　2008
- 『えいようのヒミツがわかる!食育えほん』1-5 岩間範子監修　ポプラ社　2010
- 『あそぼ!かっこいい!!なぞなぞ ようちえん』嵩瀬ひろし共作 成美堂出版　2011
- 『あそぼ!かわいい!!なぞなぞ ようちえん』ながたみかこ共作 成美堂出版　2011